# Pará de Minas
Pará de Minas, amtlich portugiesisch Município de Pará de Minas, ist eine brasilianische Gemeinde (Munizip) im Bundesstaat Minas Gerais. Sie ist Teil des Metropolgürtels der Metropolregion Belo Horizonte und liegt ca. 84 Kilometer von Belo Horizonte entfernt. Die Bevölkerungszahl wurde zum 1. Juli 2019 auf 93.969 Einwohner geschätzt, die Pará-Minenser (pará-minenses) genannt werden und auf einer Gemeindefläche von rund 551 km² leben.

## Geographie
Umliegende Gemeinden sind Onça de Pitangui, São José da Varginha, Esmeraldas, Florestal, Mateus Leme, Itaúna, Igaratinga und Conceição do Pará.
Das Biom ist zusammengesetzt aus brasilianischem Cerrado und Mata Atlântica.

## Geschichte
Die Gründung von Pará de Minas ist eng mit der Migration von Entdeckern und Abenteurern des brasilianischen Goldrausches verbunden, die in den 1690er Jahren in der Umgebung nach Gold und Edelsteinen suchten.
Viele brasilianische Goldsuchende aus dem 18. Jahrhundert aus der heutigen Region São Paulo gründeten Siedlungen in der Nähe von Pitangui, einer nahe gelegenen Stadt am Fluss Rio Paraopeba, am Fluss Rio São João und im Flussgebiet des Rio Pará in Minas Gerais. Die Eröffnung von Goldminen in der Pitangui-Region brachte im 18. Jahrhundert viele Menschen und Reichtümer in die Region.
Unter den vielen Abenteurern befand sich ein Portugiese namens Manuel Batista, der seinen Wohnsitz auf dem Land Pará de Minas errichtete. Batista, auch bekannt als Pato Fofo (oder mollige Ente), baute neben seiner Farm eine Kapelle. Der Ort wurde als Patafufos Siedlung bekannt und die Kapelle wurde im April 1846 unter der Kontrolle von Pitangui in den Status einer Pfarrei erhoben. 1848 wurde die Siedlung in den Status einer Stadt erhoben.
Der Stadtstatus wurde 1850 widerrufen, da die Einheimischen nicht alle im Gesetz ihrer Emanzipation festgelegten Bedingungen erfüllten. Am 8. Juni 1858 wurde die Siedlung erneut in den Status einer Stadt erhoben und erhielt die Bezeichnung Vila do Pará. Die feierliche Emanzipationszeremonie fand am 20. September 1859 statt, dem Gründungsdatum der Stadt.
Am 15. Juli 1872 wurde die Stadt wieder in die Gemeinde Pitangui eingegliedert. Die Stadt erlangte im Dezember 1874 ihre politische Autonomie zurück, als die Gemeinde Pará gegründet wurde.